# یانگکوو-فولوارک
یانگکوو-فولوارک (به لاتین: Janików-Folwark) یک روستا در لهستان است که در گمینا کوژنگتسه واقع شده‌است.